# 杉妻村
杉妻村（すぎのめむら）は福島県信夫郡にあった村。現在の福島市蓬萊地区および、杉妻地区の大部分（市内中心部の南、南福島駅東側一帯の東北本線と阿武隈川左岸に挟まれた地域）にあたる。

## 地理
- 河川：阿武隈川

## 歴史
- 1889年（明治22年）4月1日 - 町村制の施行により、清水町村、田沢村、伏拝村、黒岩村、鳥谷野村、太平寺村、郷野目村の区域をもって発足。
- 1947年（昭和22年）2月11日 - 福島市に編入。同日杉妻村廃止。

## 村長
- 鈴木周三郎
- 鈴木周次郎

## 交通

### 鉄道路線
- 日本国有鉄道
  - 東北本線
    - 永井川信号所（1962年に南福島駅に昇格）

### 道路
- 国道4号（奥州街道）